# Anochetus sedilloti
Anochetus sedilloti es una especie de hormiga carnívora del género Anochetus, categorizada en la tribu Ponerini, de la subfamilia Ponerinae. Fue descrita por Emery en 1884.

## Distribución
Se distribuye por África: Chad, Eritrea, Etiopía, Kenia, Malí, Níger, Senegal y Túnez y en Asia: India, Omán y Arabia Saudita.

## Hábitat
Se ha encontrado a elevaciones de 98 hasta 1292 m s. n. m.